# Mosquée d'Hérouville-Saint-Clair
La mosquée Annour est un édifice religieux musulman situé à Hérouville-Saint-Clair, en France.

## Histoire
L'association AICC (Association islamique et culturelle du Calvados), à l'origine du projet de mosquée, est fondée au milieu des années 1980.
Les travaux débutent en 2006 et le lieu est inauguré en juillet 2011. À son ouverture, la mosquée est la plus grande de Basse-Normandie.

## Description
La mosquée possède une vaste salle de prière, ainsi qu'une librairie et plusieurs salles d'enseignement de l'arabe et de l'Islam, ainsi qu'un haut minaret.